# Kundiawa
Kundiawa è una cittadina della Papua Nuova Guinea e capoluogo della Provincia di Chimbu. Situata a 1.524 metri s.l.m conta 8.147 abitanti.